# Liste der Nummer-eins-Country-Alben in den USA (1971)
Dies ist eine Liste der Nummer-eins-Alben in den von Billboard ermittelten Verkaufscharts für Country-Alben in den USA im Jahr 1971. In diesem Jahr gab es elf Nummer-eins-Alben.

| ← 1970 ← | Liste der Nummer-eins-Country-Alben in den USA | Liste der Nummer-eins-Country-Alben in den USA | Liste der Nummer-eins-Country-Alben in den USA | 1972 →                    |
| \| Zeitraum \| Wo. ges. \| Interpret \| Titel \| Zusätzliche Informationen \| \| (Zeitraum, Wochen auf Platz eins, Interpret, Titel, zusätzliche Informationen) \| \| \| \| \| \| ------------------------------------------------------------------------------ \| -------- \| ----------------------------- \| ------------------------------------ \| ------------------------- \| \| 26. Dezember 1970 – 1. Januar 1971 1 Woche (insgesamt 2) \| 2 \| Johnny Cash \| The Johnny Cash Show[1] \| - \| \| 2. Januar 1971 – 12. Februar 1971 6 Wochen (insgesamt 9) \| 9 \| Ray Price \| For the Good Times[2] \| - \| \| 13. Februar 1971 – 7. Mai 1971 12 Wochen (insgesamt 12) \| 12 \| Lynn Anderson \| Rose Garden[3] \| - \| \| 8. Mai 1971 – 14. Mai 1971 1 Woche (insgesamt 1) \| 1 \| Sammi Smith \| Help Me Make It Through the Night[4] \| - \| \| 15. Mai 1971 – 21. Mai 1971 1 Woche (insgesamt 13) \| 13 \| Lynn Anderson \| Rose Garden \| - \| \| 22. Mai 1971 – 4. Juni 1971 2 Wochen (insgesamt 2) \| 2 \| Merle Haggard & The Strangers \| Hag[5] \| - \| \| 5. Juni 1971 – 11. Juni 1971 1 Woche (insgesamt 14) \| 14 \| Lynn Anderson \| Rose Garden \| - \| \| 12. Juni 1971 – 25. Juni 1971 2 Wochen (insgesamt 4) \| 4 \| Merle Haggard & The Strangers \| Hag \| - \| \| 26. Juni 1971 – 2. Juli 1971 1 Woche (insgesamt 1) \| 1 \| Charley Pride \| Did You Think to Pray[6] \| - \| \| 3. Juli 1971 – 23. Juli 1971 3 Wochen (insgesamt 3) \| 3 \| Ray Price \| I Won't Mention It Again[7] \| - \| \| 24. Juli 1971 – 6. August 1971 2 Wochen (insgesamt 2) \| 2 \| Johnny Cash \| Man in Black[8] \| - \| \| 7. August 1971 – 13. August 1971 1 Woche (insgesamt 4) \| 4 \| Ray Price \| I Won't Mention It Again \| - \| \| 14. August 1971 – 27. August 1971 2 Wochen (insgesamt 2) \| 2 \| Charley Pride \| I'm Just Me[9] \| - \| \| 28. August 1971 – 15. Oktober 1971 7 Wochen (insgesamt 7) \| 7 \| Lynn Anderson \| You're My Man[10] \| - \| \| 16. Oktober 1971 – 22. Oktober 1971 1 Woche (insgesamt 3) \| 3 \| Charley Pride \| I'm Just Me \| - \| \| 23. Oktober 1971 – 29. Oktober 1971 1 Woche (insgesamt 5) \| 5 \| Ray Price \| I Won't Mention It Again \| - \| \| 30. Oktober 1971 – 31. Dezember 1971 9 Wochen (insgesamt 9) \| 9 \| Freddie Hart \| Easy Loving[11] \| - \| |                                                |                                                |                                                |                           |
| ← 1970 |                                                |                                                |                                                | → 1972 →                  |
| Zeitraum | Wo. ges.                                       | Interpret                                      | Titel                                          | Zusätzliche Informationen |
| (Zeitraum, Wochen auf Platz eins, Interpret, Titel, zusätzliche Informationen) |                                                |                                                |                                                |                           |
| 26. Dezember 1970 – 1. Januar 1971 1 Woche (insgesamt 2) | 2                                              | Johnny Cash                                    | The Johnny Cash Show                           | -                         |
| 2. Januar 1971 – 12. Februar 1971 6 Wochen (insgesamt 9) | 9                                              | Ray Price                                      | For the Good Times                             | -                         |
| 13. Februar 1971 – 7. Mai 1971 12 Wochen (insgesamt 12) | 12                                             | Lynn Anderson                                  | Rose Garden                                    | -                         |
| 8. Mai 1971 – 14. Mai 1971 1 Woche (insgesamt 1) | 1                                              | Sammi Smith                                    | Help Me Make It Through the Night              | -                         |
| 15. Mai 1971 – 21. Mai 1971 1 Woche (insgesamt 13) | 13                                             | Lynn Anderson                                  | Rose Garden                                    | -                         |
| 22. Mai 1971 – 4. Juni 1971 2 Wochen (insgesamt 2) | 2                                              | Merle Haggard & The Strangers                  | Hag                                            | -                         |
| 5. Juni 1971 – 11. Juni 1971 1 Woche (insgesamt 14) | 14                                             | Lynn Anderson                                  | Rose Garden                                    | -                         |
| 12. Juni 1971 – 25. Juni 1971 2 Wochen (insgesamt 4) | 4                                              | Merle Haggard & The Strangers                  | Hag                                            | -                         |
| 26. Juni 1971 – 2. Juli 1971 1 Woche (insgesamt 1) | 1                                              | Charley Pride                                  | Did You Think to Pray                          | -                         |
| 3. Juli 1971 – 23. Juli 1971 3 Wochen (insgesamt 3) | 3                                              | Ray Price                                      | I Won't Mention It Again                       | -                         |
| 24. Juli 1971 – 6. August 1971 2 Wochen (insgesamt 2) | 2                                              | Johnny Cash                                    | Man in Black                                   | -                         |
| 7. August 1971 – 13. August 1971 1 Woche (insgesamt 4) | 4                                              | Ray Price                                      | I Won't Mention It Again                       | -                         |
| 14. August 1971 – 27. August 1971 2 Wochen (insgesamt 2) | 2                                              | Charley Pride                                  | I'm Just Me                                    | -                         |
| 28. August 1971 – 15. Oktober 1971 7 Wochen (insgesamt 7) | 7                                              | Lynn Anderson                                  | You're My Man                                  | -                         |
| 16. Oktober 1971 – 22. Oktober 1971 1 Woche (insgesamt 3) | 3                                              | Charley Pride                                  | I'm Just Me                                    | -                         |
| 23. Oktober 1971 – 29. Oktober 1971 1 Woche (insgesamt 5) | 5                                              | Ray Price                                      | I Won't Mention It Again                       | -                         |
| 30. Oktober 1971 – 31. Dezember 1971 9 Wochen (insgesamt 9) | 9                                              | Freddie Hart                                   | Easy Loving                                    | -                         |